# Brasão de armas da Romênia
O Brasão de armas da Roménia foi aprovado no Parlamento Romeno em 10 de Setembro de 1992, como um brasão de armas representante para a Roménia. Baseia-se no Brasão de Armas do Reino da Romênia (utilizado entre 1922 e 1947).
Como um elemento central que mostra uma águia dourada segurando uma cruz no seu bico e um ceptro e uma espada nas suas garras. Seu bico e suas garras são vermelhos, e o fundo é azul. Além disso, é constituído de três cores: vermelho, amarelo e azul, que representam as cores da Bandeira Nacional.
No peito da águia dourada, encontra-se um pequeno escudo. Este escudo é uma composição dos outros brasões regionais da Romênia.
- O primeiro quarto, de Valáquia: fundo azul, com a mesma águia dourada, com bico e garras vermelhos, e cruz no bico, acompanhada por um sol e uma lua crescente dourados.

- O segundo quarto, de Moldávia: fundo vermelho, com um auroque na cabeça de cor de prata, acompanhada por um flor e uma lua crescente na mesma cor, e, entre os seus cornos, uma estrela dourada. Este brasão é mais semelhante na brasão de armas da nação de Moldávia.

- O terceiro quarto, de Banato: fundo vermelho, com um meio leão dourado com uma espada prata na sua mão direita, acima de um ponte de mesma cor, com água azul sob o ponte.

- O quarto quarto, de Transilvânia: cortado, separados por uma linha vermelha; na parte de cima na cor azul, com uma meia águia negra, acompanhada por um sol dourado e uma lua crescente de cor de prata; na parte debaixo em dourado, com sete torres vermelhos.

- Na base, de Dobruja: fundo azul com dois golfinhos dourados.